# Habitació prehistòrica de Son Verí de Dalt
L'habitació prehistòrica de Son Verí de Dalt és un jaciment arqueològic situat a la possessió de Son Verí de Dalt, prop de les cases, al municipi de Llucmajor, Mallorca.
En el jaciment s'observen estructures prehistòriques soterrades que afloren molt poc a la superfície. A sobre s'hi ha construït una tanca de pedra seca que divideix el jaciment en dues parts, una sobre un camí i l'altra a l'anomenada Tanca de s'Era. Al camí és on hi ha la major part de les estructures visibles, però a la Tanca de s'Era el terreny fa un pujant i un canvi de color.